# Metrobus (Cidade do México)
O Metrobus é um sistema de transporte de ônibus expressos que atende a Cidade do México, que opera desde 19 de junho de 2005. Composto de 7 linhas que percorrem 174,5 quilômetros de Cidade do México sobre a Avenida de los Insurgentes, em ambos os sentidos entre a estação de Metro Indios Verdes até El Caminero (linha 1) o Paseo de la Reforma (linha 7). 

## Estações do Metrobus

### Línea 1
- Indios Verdes
- Deportivo 18 de Marzo
- Éuzkaro
- Potrero
- La Raza
- Circuito
- San Simón
- Manuel González
- Buenavista I y II
- El Chopo
- Revolución
- Plaza de la República
- Reforma
- Hamburgo
- Insurgentes
- Durango
- Álvaro Obregón
- Sonora
- Campeche
- Chilpancingo
- Nuevo León
- La Piedad
- Polifórum
- Nápoles
- Colonia del Valle
- Ciudad de los Deportes
- Parque Hundido
- Félix Cuevas
- Río Churubusco
- Teatro Insurgentes
- José María Velasco
- Francia
- Olivo
- Altavista
- La Bombilla
- Doctor Gálvez
- Ciudad Universitaria
- Centro Cultural Universitario
- Perisur
- Villa Olímpica
- Corregidora
- Ayuntamiento
- Fuentes Brotantes
- Santa Úrsula
- La Joya
- El Caminero

### Línea 2
- Tacubaya
- Parque Lira
- La Salle
- Patriotismo
- Escandón
- Nuevo León
- Viaducto
- Amores
- Etiopía
- Doctor Vértiz
- Centro SCOP
- Álamos
- Xola
- Las Américas
- Andrés Molina Enríquez
- La Viga
- Coyuya
- Canela
- Tlacotal
- Goma
- Iztacalco
- UPIICSA
- El Rodeo
- Río Tecolutla
- Río Mayo
- Rojo Gómez
- Del Moral
- Río Frío
- Leyes de Reforma
- CCH Oriente
- Constitución de Apatzingán
- Canal de San Juan
- General A. De León
- Nicolás Bravo
- Tepalcates

### Línea 3
- Tenayuca
- San José de la Escalera
- Progreso Nacional
- Tres Anegas
- Júpiter
- La Patera
- Poniente 146
- Montevideo
- Poniente 134
- Poniente 128
- Magdalena de las Salinas
- Coltongo
- Cuitláhuac
- Héroe de Nacozari
- Hospital La Raza
- La Raza
- Circuito
- Tolnáhuac
- Tlatelolco
- Ricardo Flores Magón
- Buenavista
- Guerrero
- Mina
- Hidalgo
- Juárez
- Balderas
- Cuauhtémoc
- Jardín Pushkin
- Hospital General
- Doctor Márquez
- Centro Médico
- Obrero Mundial
- Etiopía

### Línea 4
1. Buenavista
2. Delegación Cuauhtémoc
3. Puente de Alvarado
4. Museo San Carlos
5. Hidalgo
6. Bellas Artes
7. Teatro Blanquita
8. República de Chile
9. República de Argentina
10. Teatro del Pueblo
11. Mixcalco
12. Ferrocarril de Cintura
13. Morelos
14. Archivo General de la Nación
15. San Lázaro
16. Moctezuma
17. Hospital Balbuena
18. Cecilio Robelo
19. Mercado Sonora
20. La Merced
21. Las Cruces
22. Circunvalación
23. Las Cruces Sur
24. Museo de la Ciudad
25. Pino Suárez
26. Isabel la Católica
27. República del Salvador
28. Plaza San Juan
29. Juárez
30. Vocacional 5
31. Expo Reforma
32. Glorieta de Colón
33. Plaza de la República
34. Terminal 1
35. Terminal 2

### Línea 5
1. Río de los Remedios
2. 314. Memorial New's Divine
3. 5 de mayo
4. Vasco de Quiroga
5. El Coyol
6. Preparatoria 3
7. San Juan de Aragón
8. Río Guadalupe
9. Talismán
10. Victoria
11. Oriente 101
12. Río Santa Coleta
13. Río Consulado
14. Canal del Norte
15. Deportivo Eduardo Molina
16. Mercado Morelos
17. Archivo General de la Nación
18. San Lázaro

### Línea 6
1. El Rosario
2. Colegio de Bachilleres 1
3. De las Culturas
4. Ferrocarriles Nacionales
5. UAM Azcapotzalco
6. Tecnoparque
7. Norte 59
8. Norte 45
9. Montevideo
10. Lindavista - Vallejo
11. Instituto del Petróleo
12. Instituto Politécnico Nacional
13. Riobamba
14. Deportivo 18 de Marzo
15. La Villa
16. De los Misterios
17. Hospital Infantil La Villa
18. Delegación Gustavo A. Madero
19. Martín Carrera
20. Hospital General La Villa
21. San Juan de Aragón
22. Gran Canal
23. Casas Alemán
24. Pueblo San Juan de Aragón
25. Loreto Fabela
26. 416 Poniente
27. 482
28. 414
29. Deportivo Los Galeana
30. Ampliación Providencia
31. Volcán de Fuego
32. La Pradera
33. 416 Oriente
34. Colegio de Bachilleres 9
35. Francisco Morazán
36. Villa de Aragón

### Línea 7
1. Campo Marte
2. Auditorio
3. Antropologia
4. Gandhi
5. Chapultepec
6. La Diana
7. El Ángel
8. La Palma
9. Hamburgo
10. Reforma
11. París
12. Glorieta de Colón
13. El Caballito
14. Hidalgo
15. Glorieta Violeta
16. Garibaldi
17. Glorieta Cuitlahuac
18. Tres Culturas
19. Peralvillo
20. Mercado Beethoven
21. Misterios
22. Clave
23. Robles Domínguez
24. Excélsior
25. Necaxa
26. Avenida Talismán
27. Garrido
28. Delegación Gustavo A. Madero
29. Hospital Infantil La Villa
30. De los Misterios
31. Indios Verdes